# Kinaua Biribo
Kinaua Biribo (* 14. August 1993 in South Tarawa) ist eine kiribatische Judoka.

## Karriere
Kinaua Biribo vertrat Kiribati bei den Judo-Weltmeisterschaften 2021, wo sie ihren Erstrundenkampf jedoch verlor. Einen Monat später nahm sie als erste Judoka Kiribatis an den Olympischen Spielen 2020 teil. Bei der Eröffnungsfeier war Biribo zusammen mit dem Gewichtheber Ruben Katoatau die Fahnenträgerin der kiribatischen Mannschaft. In der Klasse bis 70 kg unterlag sie Aoife Coughlan aus Australien in weniger als einer Minute mit 0:10.